# Eparchia di Balašov

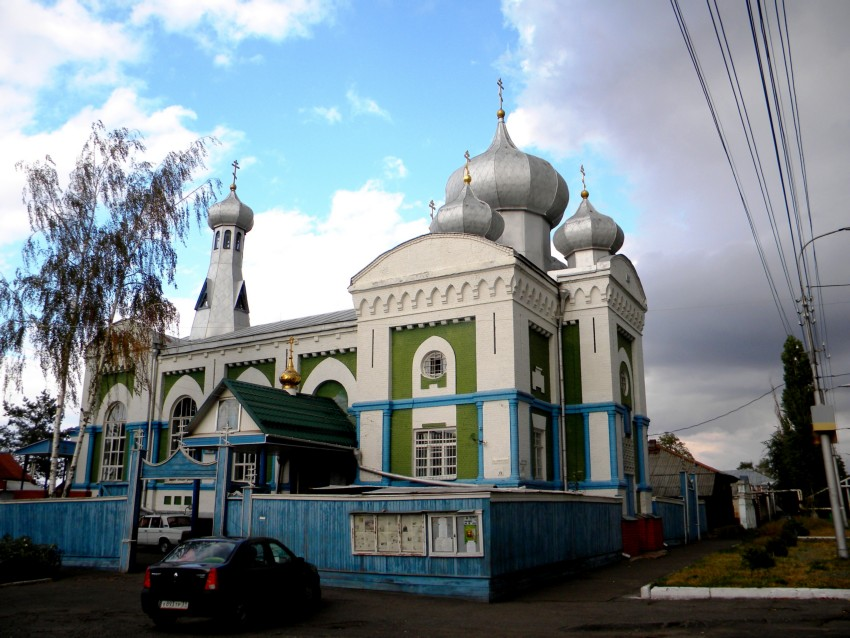
La cattedrale dell'Arcangelo Michele di Balašov.

L'eparchia di Balašov (in russo Балашовская епархия?) è una diocesi della Chiesa ortodossa russa, appartenente alla metropolia di Saratov.

## Territorio
L'eparchia comprende la città di Balašov e i rajon Arkadakskij, Balašovskij, Ekaterinovskij, Kalininskij, Krasnoarmejskij, Lysogorskij, Romanovskij, Rtiščevskij, Samojlovskij e Turkovskij nella oblast' di Saratov.
Sede eparchiale è Balašov, dove si trova la cattedrale dell'Arcangelo Michele.
L'eparca ha il titolo ufficiale di «eparca di Balašov e Rtiščevo».

## Storia
L'eparchia è stata eretta dal Santo Sinodo della Chiesa ortodossa russa il 5 ottobre 2011, ricavandone il territorio dall'eparchia di Saratov, e contestualmente è entrata a far parte della metropolia di Saratov.